# Dwight Mission (Oklahoma)
Dwight Mission es un lugar designado por el censo ubicado en el condado de Sequoyah  en el estado estadounidense de Oklahoma. En el año 2010 tenía una población de 55 habitantes y una densidad poblacional de 11,46 personas por km².

## Geografía
Dwight Mission se encuentra ubicado en las coordenadas 35°32′54.6″N 94°51′0.74″O / 35.548500, -94.8502056 (35.548499° -94.850206°). Según la Oficina del Censo de los Estados Unidos, Dwight Mission tiene una superficie total de 1,835 mi² (4,8 km²), de la cual 1,819 mi² (4,7 km²) corresponden a tierra firme y 0,016 mi² (0 km²) es agua.

## Demografía
Según la Oficina del Censo en 2000 los ingresos medios por hogar en la localidad eran de $$35,000 y los ingresos medios por familia eran $29,000. Los hombres tenían unos ingresos medios de $18,750 frente a los $27,750 para las mujeres. La renta per cápita para la localidad era de $15,170. Alrededor del 0% de la población estaban por debajo del umbral de pobreza.